# Châtel-Moron
Châtel-Moron är en kommun i departementet Saône-et-Loire i regionen Bourgogne-Franche-Comté i östra Frankrike. Kommunen ligger i kantonen Givry som tillhör arrondissementet Chalon-sur-Saône. År 2022 hade Châtel-Moron 83 invånare.

## Befolkningsutveckling
Antalet invånare i kommunen Châtel-Moron
| Referens: INSEE |